# Strada europea E69
La E69 è una strada europea intermedia di classe A e, come si evince dalla numerazione, procede in direzione nord-sud.
Il tracciato si snoda nel nord della Norvegia per 129 km, unendo Olderfjord e Capo Nord. La strada è caratterizzata da una sede stradale stretta, con possibili problemi in caso di incrocio tra mezzi pesanti.
Nei 129 km sono compresi ben 15,5 km in galleria, per un totale di cinque tunnel. Il tunnel più lungo e famoso, il Nordkapptunnelen, permette la connessione dell'isola Magerøya (su cui si trova l'abitato di Honningsvåg e il centro turistico di Capo Nord) con la terraferma; è lungo 6,8 km, raggiunge un livello di 212 metri sotto il livello del mare e, fino al luglio 2012, prevedeva un pedaggio (la stazione era posta all'imbocco dell'isola Magerøya).
Tra il 1º novembre e il 30 aprile, la porzione più settentrionale della strada è chiusa ai veicoli privati.
La E69 è la strada più settentrionale al mondo ad essere interconnessa con i principali sistemi stradali: infatti, le strade più settentrionali presenti sulle Svalbard o in Groenlandia sono isolate e brevi.